# جيرل بات
جيرل بات (بالإنجليزية: Girl Pat)‏ عبارة عن سفينة صيد صغيرة مقرها في غريمسبي، لينكولنشاير. في عام 1936، حظيت بسمعة سيئة عندما قام قبطانها برحلة غير مصرح بها عبر المحيط الأطلسي. انتهت الرحلة في جورج تاون، غيانا البريطانية، باعتقال القبطان، جورج أوزبورن وشقيقه. ثم سُجن الاثنان بتهمة سرقة السفينة.

## تاريخ
تم بناء جيرل بات في عام 1935، وكانت مملوكة لشركة صيد سمك Marstrand Fishing Grimsby [الإنجليزية].